# Omurtag Pass
Omurtag Pass är ett bergspass i Antarktis. Det ligger i Sydshetlandsöarna. Argentina, Chile och Storbritannien gör anspråk på området. Omurtag Pass ligger 720 meter över havet.
Terrängen runt Omurtag Pass är varierad. Omurtag Pass ligger uppe på en höjd. Trakten är glest befolkad. Närmaste befolkade plats är St. Kliment Ohridski Base, 8,3 km väster om Omurtag Pass. 